# Gheorghi Ketoev
Gheorghi Ketoev (n. 19 noiembrie 1985, Tbilisi, Republica Sovietică Socialistă Gruzină, URSS) este un luptător ce a reprezentat Rusia, medaliat olimpic. A participat la o ediție a Jocurilor Olimpice (2008) în care a câștigat o medalie de bronz.

## Participări
Lista de mai jos prezintă principalele competiții la care a participat Gheorghi Ketoev de-a lungul carierei.
- wrestling at the 2008 Summer Olympics – men's freestyle 84 kg[*]